# Freitas
Freitas is een plaats (freguesia) in de Portugese gemeente Fafe en telt 745 inwoners (2001).

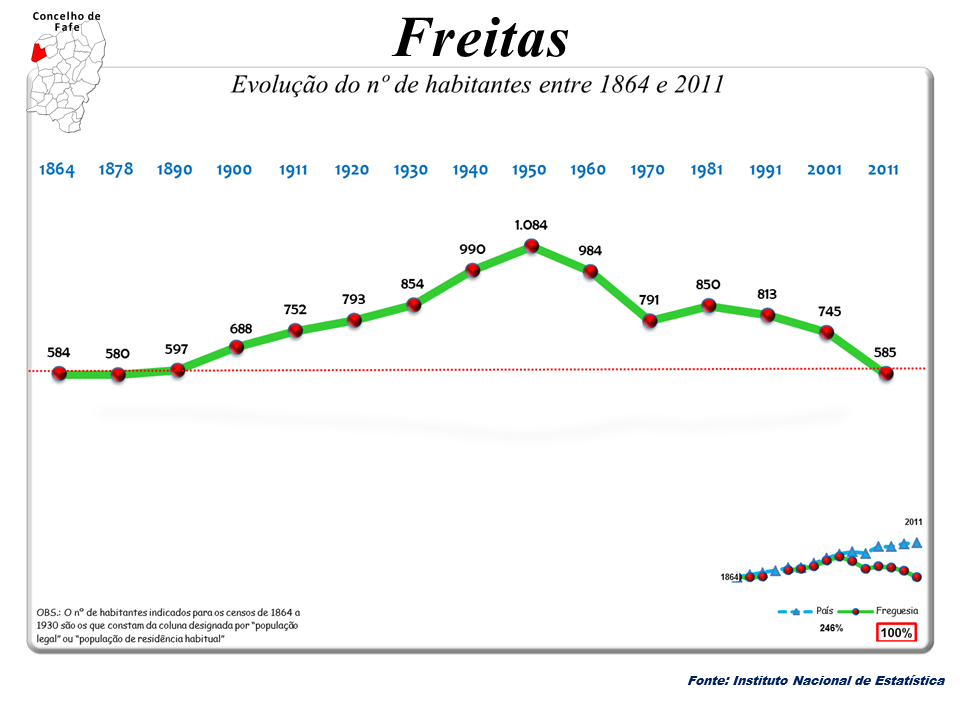
Bevolkingsontwikkeling tussen 1864 en 2011